# Hans Drexler
Hans Drexler (* 11. März 1895 in Niesky; † 10. April 1984 in Göttingen) war ein deutscher Altphilologe. Er arbeitete vor allem auf dem Gebiet der antiken lateinischen Dichtung und der griechisch-römischen Geschichtsschreibung. Als aktivem Nationalsozialisten wurde ihm 1945 ein Lehrverbot erteilt. Trotzdem – und obwohl er seine nationalsozialistischen Überzeugungen auch in wissenschaftlichen Werken ausdrückte – war Hans Drexler in der Bundesrepublik wissenschaftlich durchaus einflussreich.

## Leben

### Ausbildung und Karriere
Nach dem Abschluss des Gymnasiums in Görlitz studierte Drexler ab 1913 in Freiburg im Breisgau und Berlin Klassische Philologie und Geschichte, daneben Philosophie und Sprachwissenschaft, musste als Teilnehmer am Ersten Weltkrieg jedoch von 1914 bis 1919 sein Studium unterbrechen. Als Schüler Richard Reitzensteins wurde er 1922 in Göttingen mit einer Studie zur Plautinischen Metrik zum Dr. phil. promoviert. Nach dem Staatsexamen für das gymnasiale Lehramt und einem Zwischenspiel als Stipendiat am Thesaurus Linguae Latinae ging er Anfang 1924 als Studienreferendar an das Magdalenengymnasium nach Breslau. Dort arbeitete er mit Hilfe eines Stipendiums an seiner ungedruckt gebliebenen Habilitation zu Philo Alexandrinus. Im Dezember 1925 erfolgte seine Habilitation in Breslau, wobei er eine Antrittsvorlesung Von den Menschen Homers hielt. Dann zunächst Oberassistent in Breslau, übernahm er Lehrstuhlvertretungen in Kiel (Wintersemester 1928/29 bis Sommersemester 1929) und Leipzig, die jedoch nicht zur Berufung führten. In Breslau wurde er 1932 zum nichtbeamteten außerordentlichen Professor ernannt, 1935 schließlich Ordinarius für Klassische Philologie als Nachfolger Wilhelm Krolls. 1940 folgte er einem Ruf auf den Lehrstuhl für Latinistik der Georg-August-Universität Göttingen, der seit der antisemitisch motivierten Zwangsemeritierung Kurt Lattes (1935) vakant war.

### Politische Tätigkeit im Nationalsozialismus

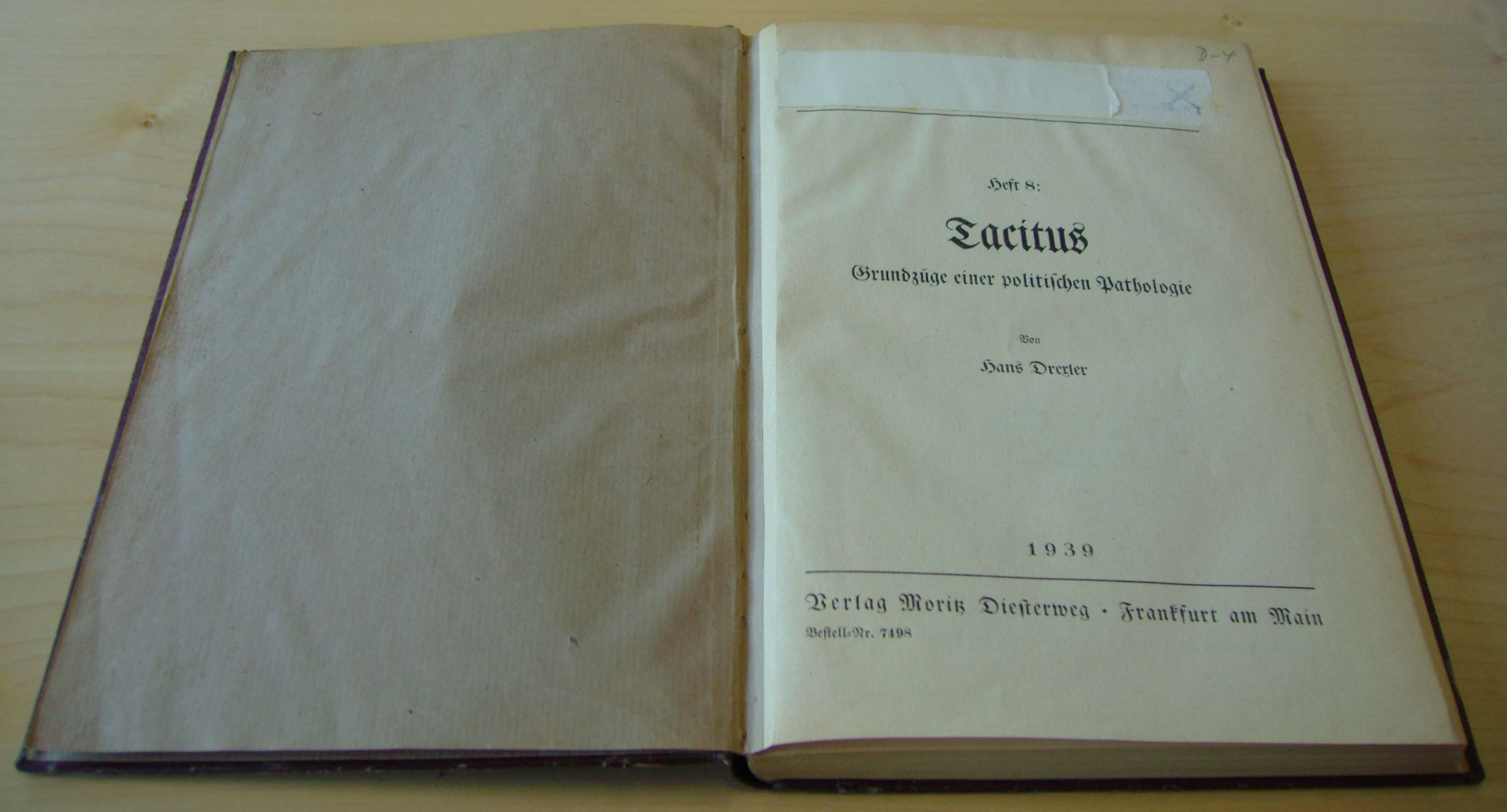
Titelblatt von Drexlers Untersuchung über Tacitus. Oben rechts ist der Klebestreifen zu sehen, mit dem bei diesem Exemplar der Hinweis auf die nationalsozialistische Publikationsreihe unkenntlich gemacht wurde.

Diese Berufung verdankte Drexler nicht zuletzt seinen politischen Kontakten: zum 1. Mai 1937 trat er der NSDAP bei (Mitgliedsnummer 5.755.319) und war seit 1941 Führer des Göttinger NS-Dozentenbundes (NSDDB), für den er auch Gutachten erstellte. Er beteiligte sich sowohl an einem Sammelband des Kriegseinsatzes der Geisteswissenschaften als auch an nationalsozialistischen Publikationsreihen wie Auf dem Wege zum nationalpolitischen Gymnasium. Beiträge zur nationalsozialistischen Ausrichtung des altsprachlichen Unterrichts, zu der er 1939 mit seiner Tacitus-Untersuchung Heft 8 beisteuerte. Darin versuchte er zu zeigen, dass Tacitus die Gründe für den Niedergang des Römertums im „Nachlassen seiner sittlichen Kraft“ gesehen habe, woraus das „Rassenproblem“ der „Unterwanderung aus dem Orient“ resultierte. „Die Germanen“ seien hingegen „bis auf unsere Tage“ durch ihre „Heldenehre“ vor dem Untergang gefeit. „Wenn es [das germanisch-deutsche Volk] nur selbst das Schwert nicht rosten läßt“, könne den Germanen „der Zauber ihrer Unbesiegbarkeit […] die Gewähr ewiger Jugend bieten.“
Als Leiter von NSDD-Fachlagern, die in romantisierender Gemeinschaftstümelei unter dem Motto Männerbund und Wissenschaft als neuartige wissenschaftliche Arbeitsform propagiert wurden, versuchte Drexler 1941 und 1942 in Würzburg, Augsburg und Seefeld, die Linie des Regimes gegenüber den widerspenstigen Stimmen durchzusetzen, die auf den Fachlagern laut wurden. Letztlich scheiterten jedoch Drexler und die Fachlager bei dem Versuch, Nachwuchs und Professorenschaft der Altertumswissenschaften geistig gleichzuschalten, so dass in den Fachlagern „letzten Endes weder der ‚Dritte Humanismus‘ (Werner Jaegers) noch die ‚Rassenfrage‘ völlig systemkonform“ und einhellig beantwortet wurden. 1942 wurde Drexler zum ordentlichen Mitglied der Göttinger Akademie der Wissenschaften gewählt. Nach nur drei Jahren als Ordinarius in Göttingen amtierte er, der zugleich als Vertrauensmann des Sicherheitsdienstes der SS tätig war, von Oktober 1943 bis April 1945 als Rektor der Georg-August-Universität.

### Nachkriegszeit
Nach Ende des Zweiten Weltkrieges kam Drexler wegen seiner politischen Tätigkeiten (und seines Status als Universitätsrektor im NS-Staat) in Internierungshaft und wurde vom akademischen Lehramt ausgeschlossen (→Entnazifizierung). Zugleich wurde ihm die Mitgliedschaft der Göttinger Akademie entzogen. Danach war er nie wieder als Hochschullehrer tätig, wurde aber 1957 emeritiert. Drexlers zahlreiche Veröffentlichungen der Nachkriegszeit belegen, wie sehr er wissenschaftlich tätig blieb; er lieferte „bis in sein hohes Alter zahlreiche anregende und z. T. auch provozierende Besprechungen“ in der Zeitschrift Gnomon.
Hans Drexler war ab 1930 mit Angela geb. Rückriem verheiratet. Eine Tochter des Paares war die Slawistin Carin Tschöpl (1934–2016).

## Werk
Drexlers wissenschaftliches Werk zeichnet sich auf der einen Seite durch intensive Studien zur römischen Metrik, zum antiken Drama und zu den römischen Wertbegriffen aus, von denen vor allem in der Metrik seine Ergebnisse auch heute noch Bestand haben. So war für ihn etwa die Rückführung metrischer Gesetze auf Neigungen oder Regeln der Sprache grundlegend. Auf dem Gebiet des Dramas konnte er etwa nachweisen, dass Plautus in seinem Rudens die Zahl der auf der Bühne befindlichen Personen gegenüber dem griechischen Original erhöht hatte. Für Cicero vertrat er, dass sich dieser „in einer einmaligen, noch nie dagewesenen Situation in die scheinbare Sicherheit moralischer und politisch-historischer Topik flüchtete“ sowie seine „Unfähigkeit, Realität zu sehen“. Für Horaz hingegen sei „die Frage nach dem Menschenwert zur Frage seines Lebens“ geworden.
Dagegen sind Drexlers Arbeiten zum Wesen und den Aufgaben der Philologie – wie die zu den römischen Wertbegriffen (neben dignitas auch „maiestas, gravitas, res publica, princeps, potentia, iustum bellum, honos, nobilitas, gloria und gratia“) – hinsichtlich ihres zeitgenössischen politischen Einflusses kritisch zu betrachten, vor allem die 1943 aus Anlass seines Antrittes als Rektor der Göttinger Universität gehaltene und 1944 publizierte Rede über die Dignitas, die er mit folgenden Worten beschloss:

„Denn auch uns wird die Ehre zuteil, daß man uns mit Unverständnis und Haß begegnet. Mit Recht; muß nicht alles Kranke das Gesunde hassen und die Zauberwaffe fürchten, die in der Hand des Starken und Reinen unüberwindlich ist?“

Auf dem Gebiet der römischen Geschichtsschreibung befasste er sich mit Sallust und Tacitus, später auch mit Polybios, Herodot und Thukydides sowie mit Ammian und Cicero. Methodisch konzentrierte er sich dabei zum Teil stark auf als zentral erachtete Begriffe – vornehmlich die als Wertbegriffe angesehenen – und ihre Bedeutung, die er dabei für die eigene Zeit fruchtbar zu machen versuchte.

## Schriften (Auswahl)
Bibliographie. In: Ausgewählte kleine Schriften. Hildesheim 1982, S. 421–436, ISBN 3-487-07143-6.
- 1922: Observationes Plautinae quae maxime ad accentum linguae Latinae spectant. Diss., Göttingen.
- 1925: Kommentar zu Philo Alexandrinus Legum Allegoriae I: Das allegorische Verfahren. Habilschrift, Breslau (ungedruckt).
- 1925: Untersuchungen zu Josephus und zur Geschichte des jüdischen Aufstandes 66–70. In: Klio 19, 1925, S. 277–312.[17]
- 1932: Plautinische Akzentstudien. Breslau.
- 1937: Der dritte Humanismus. Ein kritischer Epilog. (Gegen Werner Jaeger) Frankfurt am Main (2. Aufl. 1942).
- 1939: Tacitus. Grundzüge einer politischen Pathologie. Frankfurt am Main (2., geringfügig modifizierte Aufl. Hildesheim 1970).
- 1942: Der Anfang der römischen Literatur. In: Helmut Berve (Hrsg.): Das Neue Bild der Antike. Bd. II: Rom, Leipzig, S. 64–84.
- 1944: Dignitas. Rektoratsrede vom 18. November 1943, Göttingen.
- 1951–56: Hexameterstudien, 6 Teile.
- 1966: Die Entdeckung des Individuums. Salzburg.
- 1967: Einführung in die römische Metrik. Darmstadt (bis 1993 in fünf Auflagen unverändert nachgedruckt), ISBN 3-534-04494-0.
- 1972: Herodot-Studien. Hildesheim, ISBN 3-487-04202-9.
- 1974: Ammianstudien. Hildesheim, ISBN 3-487-05289-X.
- 1976: Thukydides-Studien. Hildesheim, ISBN 3-487-05945-2.
- 1976: Die Catilinarische Verschwörung. Ein Quellenheft. Darmstadt (2. Aufl. 1989), ISBN 3-534-04630-7.
- 1978: Begegnungen mit der Wertethik. M. Scheler, J. Hessen, H.-E. Hengstenberg, D. von Hildebrand, Imm. Kant, H. Rickert, N. Hartmann, G. Patzig, K. Lorenz, A. Gehlen. Göttingen, ISBN 3-525-85919-8.